# Eteone palari
Eteone palari är en ringmaskart som beskrevs av Wilson 1988. Eteone palari ingår i släktet Eteone och familjen Phyllodocidae. Inga underarter finns listade i Catalogue of Life.